# Hino de Roraima
O Hino de Roraima é de autoria de Dorval Magalhães, poeta e escritor roraimense e a música do maestro Dirson Félix Costa.